# Adonis aestivalis subsp. squarrosa
Adonis aestivalis subsp. squarrosa es una subespecie de Adonis aestivalis perteneciente a la familia Ranunculaceae, del género Adonis.

## Descripción
La subespecie squarrosa difiere por su menor tamaño (10-55 cm), entrenudos más cortos, con largos pelos esparcidos por toda la planta o al menos en la base de las hojas.

Debajo, comparativa con la especie donde se aprecian los sépalos con grandes pelos glandulares por toda la cara externa.

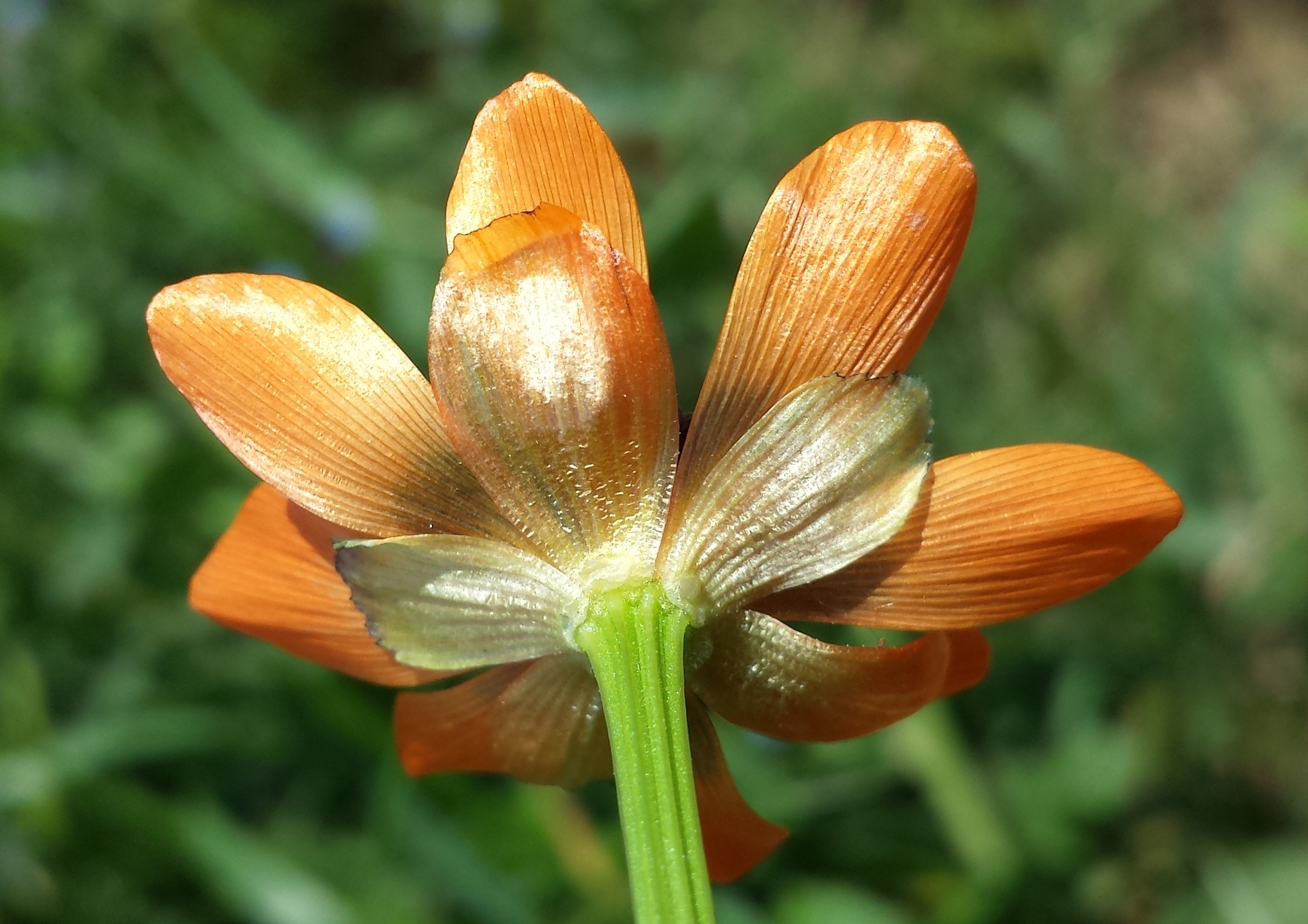
Adonis aestivalis
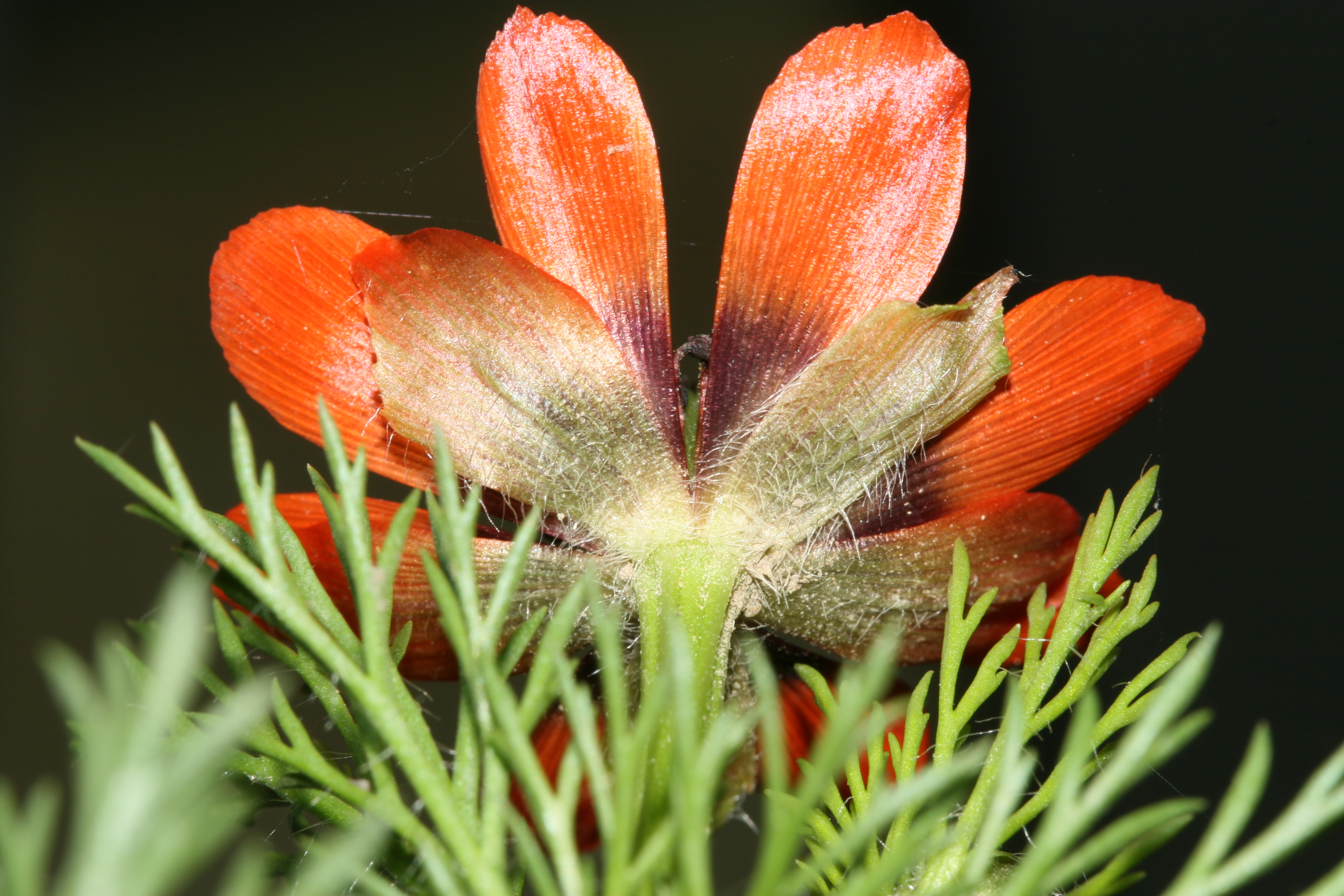
Adonis aestivalis subsp. squarrosa

## Distribución y hábitat
De distribución circunmediterránea. Dispersa por gran parte del centro y este de la península ibérica y en Mallorca.

Frecuente en márgenes de cultivos, baldíos y terraplenes de caminos

## Sinonimia
- Adonis aestivalis subsp. provincialis  (DC.) C. H. Steinb.[1]
- Adonis aestivalis var. provincialis  (DC.) W.T.Wang
- Adonis dentata var. provincialis  DC.